# پایگاه داده‌های سند-گرا
پایگاهِ داده‌هایِ سند گرا یک برنامه رایانه‌ای است که برای ذخیره‌سازی، بازیابی، و مدیریتِ داده‌هایِ سند-گرا، و نیمه‌سند-گرا و اطلاعات طراحی شده‌است. پایگاهِ داده‌هایِ سند-گرا یکی از انواعِ اصلی پایگاه‌داده‌هایِ معروف به نواس‌کیوال است و محبوبیت اصطلاحِ «پایگاه داده‌های سند-گرا» (یا «ذخیره سند») با استفاده از خودِ اصطلاحِ نواس‌کیوال زیاد شده‌است. 
یک پایگاه داده سندگرا در واقع نوعی مخزن کلید-مقدار است. تفاوت‌ها به روش پردازش کردن داده‌ها بر می‌گردد.